# Dicranota pallida
Dicranota (Eudicranota) pallida là một loài ruồi trong họ Pediciidae. Chúng phân bố ở vùng sinh thái Nearctic.